# Token Ring

Hai ví dụ về mạng Token Ring: a) Sử dụng một MAU duy nhất b) Sử dụng một số MAU được kết nối với nhau

Mạng Token Ring

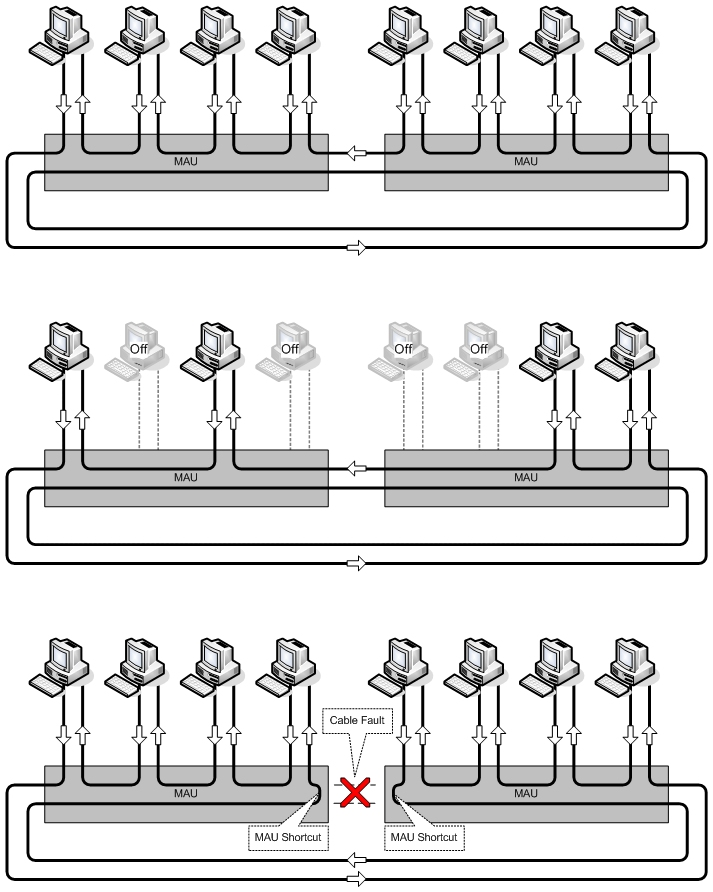
Mạng Token Ring: hoạt động của MAU được giải thích

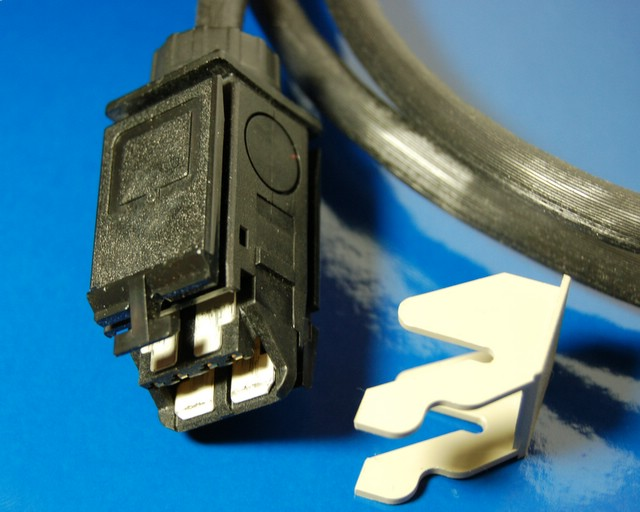
Kết nối lưỡng tính IBM với clip khóa

Công nghệ mạng cục bộ Token Ring là một giao thức truyền thông cho các mạng cục bộ. Nó sử dụng một khung ba byte đặc biệt gọi là "token" (mã thông báo) di chuyển xung quanh một "vòng" logic của máy trạm hoặc máy chủ. Truyền mã thông báo này là một phương thức truy cập kênh cung cấp quyền truy cập công bằng cho tất cả các trạm và loại bỏ sự va chạm của các phương thức truy cập dựa trên tranh chấp.
Được IBM giới thiệu vào năm 1984, sau đó nó đã được chuẩn hóa với giao thức IEEE 802.5 và khá thành công, đặc biệt là trong môi trường doanh nghiệp, nhưng dần dần bị các phiên bản Ethernet sau này lấn át.
(Trọng tâm chính của bài viết này là phiên bản IBM / IEEE 802.5, nhưng đã có một số triển khai khác về các mạng token ring trước đó.)

## Lịch sử
Một loạt các công nghệ mạng cục bộ khác nhau đã được phát triển vào đầu những năm 1970, trong đó, Cambridge Ring đã chứng minh tiềm năng của một cấu trúc liên kết vòng token và nhiều nhóm trên toàn thế giới bắt đầu thực hiện các triển khai của riêng họ. Tại Phòng thí nghiệm Nghiên cứu IBM Zurich Werner Bux và Hans Müller nói riêng đã làm việc trên thiết kế và phát triển công nghệ Token Ring của IBM, trong khi làm việc sớm tại MIT dẫn đến việc Proteon 10 mạng Mbit/s Pronet-10 Token Ring năm 1981. Cùng năm đó, nhà cung cấp máy trạm Apollo Computer đã giới thiệu mạng Apollo Token Ring (ATR) 12 Mbit/s độc quyền của họ chạy trên hệ thống cáp đồng trục RG-6U 75-ohm. Proteon sau đó đã phát triển một phiên bản 16 Mbit/s chạy trên cáp xoắn đôi không có bọc.
IBM đã ra mắt sản phẩm Token Ring độc quyền của riêng họ vào ngày 15 tháng 10 năm 1985. Nó chạy ở tốc độ 4 Mbit/s và có thể chứa các máy PC của IBM, máy tính tầm trung và máy tính lớn. Nó đã sử dụng cấu trúc liên kết vật lý có dây hình sao thuận tiện và chạy trên hệ thống cáp xoắn đôi được bảo vệ và ngay sau đó trở thành cơ sở cho tiêu chuẩn (ANSI) / IEEE 802.5.
Trong thời gian này, IBM đã lập luận mạnh mẽ rằng các mạng LAN Token Ring vượt trội hơn Ethernet, đặc biệt là chạy tải thấp, nhưng những tuyên bố này đã bị tranh cãi gay gắt.
Vào năm 1988, Token Ring 16 Mbit/s nhanh hơn đã được chuẩn hóa bởi nhóm làm việc 802.5, và mức tăng lên 100 Mbit/s đã được chuẩn hóa và đưa ra thị trường trong thời gian tồn tại của Token Ring. Tuy nhiên, nó không bao giờ được sử dụng rộng rãi, ("IBM không xem Token Ring tốc độ cao là yêu cầu đối với phần lớn khách hàng của mình và do đó, quyết định đã được đưa ra là không cung cấp liên kết Token Ring tốc độ cao 100 Mbps trên các sản phẩm của họ... "), và trong khi tiêu chuẩn 1000 Mbit/s được phê duyệt năm 2001, không có sản phẩm nào của mạng này  được đưa ra thị trường và hoạt động tiêu chuẩn đã đi vào ổn định khi Fast Ethernet và Gigabit Ethernet thống trị thị trường mạng cục bộ.